# Arbnor Fejzullahu
Arbnor Fejzullahu, ps. Fejzo (ur. 8 kwietnia 1993 we Vranju lub w Preševie) – albański piłkarz pochodzący z Serbii. Należał do albańskich reprezentacji U-19 i U-21, w 2015 roku był częścią reprezentacji Albanii w piłce nożnej.